# イヌピアット
イヌピアット (Iñupiat) は、アラスカ州北部北極海沿岸地域に住む先住民族である。イヌピアットは複数形で、単数形イヌピアック (Iñupiak) で呼ばれることもある。

## 概要
エスキモーに属し、アラスカ州南東部やアメリカ合衆国本土などの先住民であるインディアンとは、共にモンゴロイドではあるがそれ以上の共通点はない。
イヌピアット（イヌピアック）は彼らの自称で、「真の人間」という意味である。彼らは大きな分類ではイヌイットに含まれるが、イヌイットと自称することはほとんどない。ただし、イヌイットのうちアラスカに近いカナダ西部に住むグループと明確な違いはなく、文化や言語は連続的に変化している。
アラスカ州南西部には、エスキモー系ではあるがイヌピアットとは異なるユピックが住む。なお、ユピックは大きな分類でもイヌイットには含まれない。
彼らの多くは、賃金労働に従事しながら、狩猟・漁業・捕鯨で生活を営んでいる。しかし近年では、原油や天然ガスなどの鉱業関連の仕事に従事する人の比率も増えている。